# Beiselia
Beiselia é um género botânico pertencente à família Burseraceae.

## Espécies
- Beiselia mexicana Forman